# Актобе (Восточно-Казахстанская область)
Актобе (каз. Ақтөбе) — село в Уланском районе Восточно-Казахстанской области Казахстана. Входит в состав Таврического сельского округа. Код КАТО — 636269200.

## Население
В 1999 году население села составляло 304 человека (149 мужчин и 155 женщин). По данным переписи 2009 года, в селе проживало 199 человек (93 мужчины и 106 женщин).